# Eleutherolaimus doliolum
Eleutherolaimus doliolum är en rundmaskart som först beskrevs av Christian Wieser 1959.  Eleutherolaimus doliolum ingår i släktet Eleutherolaimus och familjen Linhomoeidae. Inga underarter finns listade i Catalogue of Life.